# Bombsäkert
Bombsäkert (originaltitel: Fail Safe) är en amerikansk kalla kriget-thrillerfilm från 1964 i regi av Sidney Lumet. Filmens manus, skrivet av Walter Bernstein och Peter George, är baserat på romanen Felsäkert från 1962 av Eugene Burdick.

## Handling
Filmen utspelas under det kalla kriget. På grund av ett tekniskt fel får en grupp amerikanska bombplan order om att anfalla sina mål i Sovjetunionen. Trots att man får kontakt med planen och kan prata med dem är besättningen, ledda av överste Jack Grady (Edward Binns), tränade i att ignorera alla försök att återkalla dem. Även när Jack Gradys hustru, Helen (Janet Ward), vädjar direkt till honom att ordern var ett misstag tror han att det är sovjetiska försök att lura dem. USA:s president (Henry Fonda) kontaktar sin sovjetiske motsvarighet och försöker förhandla. I ett försök att undvika ett tredje världskrig lovar presidenten att hjälpa till att skjuta ner bombplanen och, om det inte går, åsamka sina egna städer samma skador. Alla planen utom ett blir slutligen nedskjutna. Det sista planet fäller sin bomb över Moskva. Presidenten beordrar då att New York ska bombas. Orden går till generalen och piloten Warren Black (Dan O'Herlihy), som råkar ha sin familj i New York. Black fäller bomben och skjuter sedan sig själv. Filmen slutar med bilder från vardagslivet i New York med människor som är omedvetna om vad som är på väg att hända.

## Medverkande
- Dan O'Herlihy – Brigadier General Warren A. "Blackie" Black, USAF
- Walter Matthau – Professor Groeteschele
- Frank Overton – General Bogan, USAF
- Ed Binns – Colonel Jack Grady, USAF
- Fritz Weaver – Colonel Cascio, USAF
- Henry Fonda – the President
- Larry Hagman – Buck, the President's interpreter
- William Hansen – Defense Secretary Swenson
- Russell Hardie – General Stark
- Russell Collins – Gordon Knapp
- Sorrell Booke – Congressman Raskob
- Nancy Berg – Ilsa Woolfe
- Hildy Parks – Betty Black
- Janet Ward – Helen Grady
- Dom DeLuise – Technical Sergeant Collins, USAF
- Dana Elcar – Mr Foster
- Louise Larabee – Mrs Cascio
- Frieda Altman – Mrs Jennie Johnson